# Murzuq (stad)

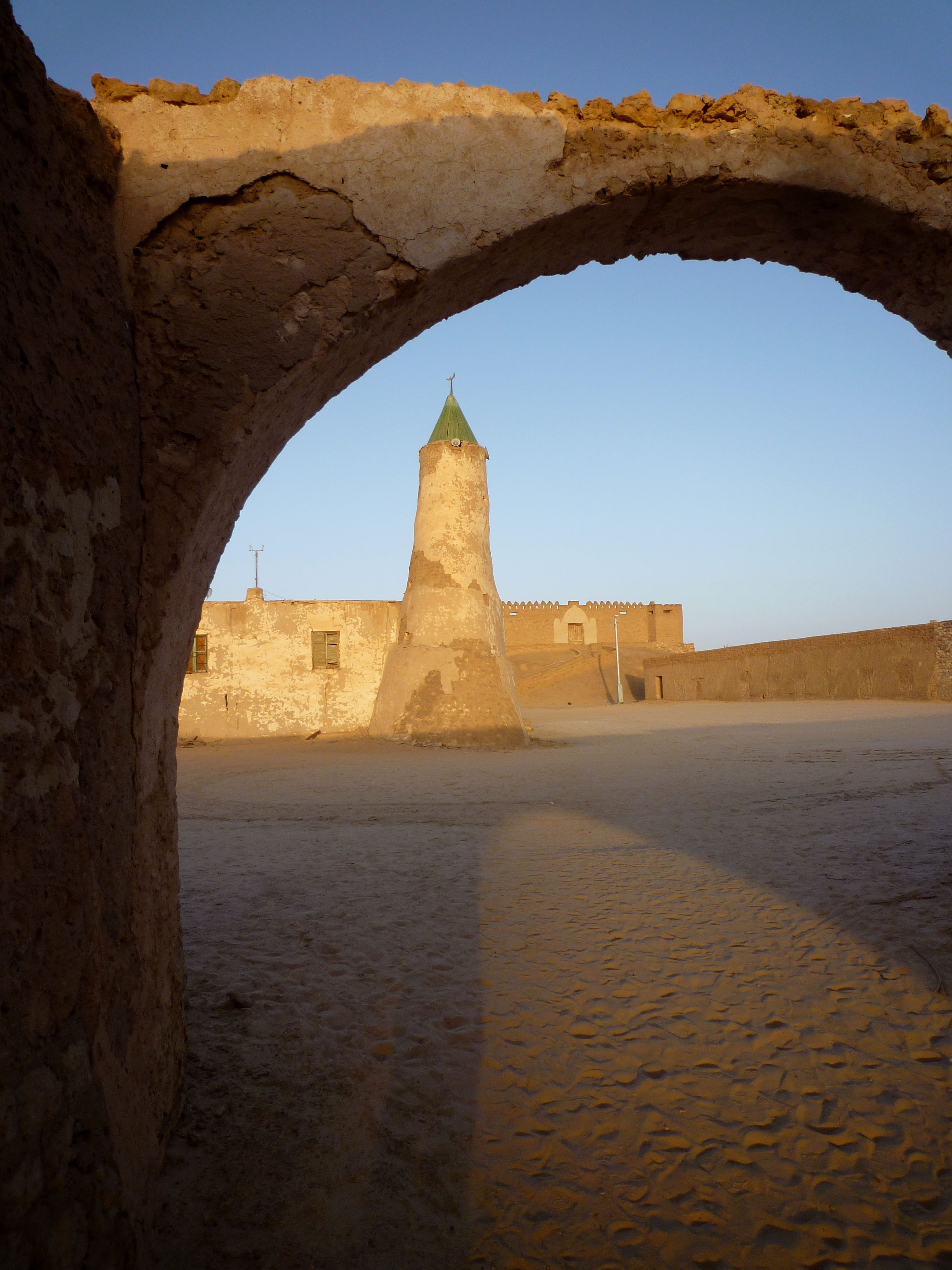

Murzuk of Murzuq (Arabisch: مرزق) is een stad in het zuidwesten van Libië, in het historische Fezzan. Het is de hoofdplaats van de Libische gemeente (Shabiyah) Murzuq, een van de 22 gemeenten of districten van het land.
In historische tijden was het een belangrijke stop, gelegen aan een oase, op de transsaharahandels-karavaanroute van Tripoli via Ghadames naar Niger. De stad kreeg de bijnaam het Parijs van de Sahara. Murzuk staat bekend als een stad van de Touareg, en had ook een grote slavenmarkt. In 1310 werd een groot Ottomaans fort gebouwd boven de stad en vanaf dan zou het door een Ottomaans garnizoen bewaakt worden. Gedurende meerdere periodes werd Murzuk de hoofdstad van Fezzan, tot in 1914, na de Italiaans-Turkse Oorlog, de stad onderdeel werd van Italiaans Libië.
In 2011 viel in het verloop van de opstand in Libië de stad op 19 augustus 2011 in handen van de troepen van de Nationale Overgangsraad.